# Ómega White
Omega White — бонус-альбом 2012 года, входящий в лимитированное издание альбома Alpha Noir португальской готик-метал группы Moonspell.

## Об альбоме
Музыкальная стилистика на этом альбоме более приближена к раннему готическому творчеству группы, чем к стилистике последних альбомов. На песню «White Skies» был снят видеоклип.

## Список композиций
1. Whiteomega — 04:21
2. White Skies — 03:34
3. Fireseason — 04:29
4. New Tears Eve — 04:45
5. Herodisiac — 04:46
6. Incantatrix — 04:40
7. Sacrificial — 04:11
8. A Greater Darkness — 07:24

## Участники записи
- Фернандо Рибейру — вокал
- Рикарду Аморим — гитара
- Педру Пайшан — клавишные, семплы, гитара
- Айреш Перейра — бас-гитара
- Мигел Гашпар — ударные